# Op-ed
Op-ed  é encurtamento da expressão da língua inglesa opposite the editorial page que designa um tipo de texto escrita em jornais, revistas e publicações online cuja principal característica é veiculação de opiniões pessoais dos autores sobre uma questão de relevância para um determinado público-alvo. O nome veio da tradição de posicionar tal material na página oposta à página de editorial.
Artigos  de op-ed contêm colunas  e artigos de opinião, assinados por seus autores, os quais não são empregados do jornal, e suas opiniões não são necessariamente iguais às do jornal, embora geralmente sejam alinhadas à linha editorial do veículo. A maioria dos artigos op-ed vem na forma de um ensaio ou tese, usando argumentos para demonstrar o ponto de vista do autor.
Por extensão, op-ed designa qualquer artigo de opinião (não apenas descritivo dos fatos), independentemente do meio em que é publicado.

## Op-edem design jornalístico
O espírito do op-ed se reflete muitas vezes no design gráfico, ou seja, na diagramação e na ilustração da página. O New York Times notoriamente utiliza, na página op-ed, uma diagramação diferenciada, com ilustrações realizadas por artistas consagrados. Muitos jornais e revistas brasileiras adotam uma abordagem semelhante na op-ed, optando por ilustrações expressivas, em vez de charges políticas.